# Tir à la corde aux Jeux olympiques

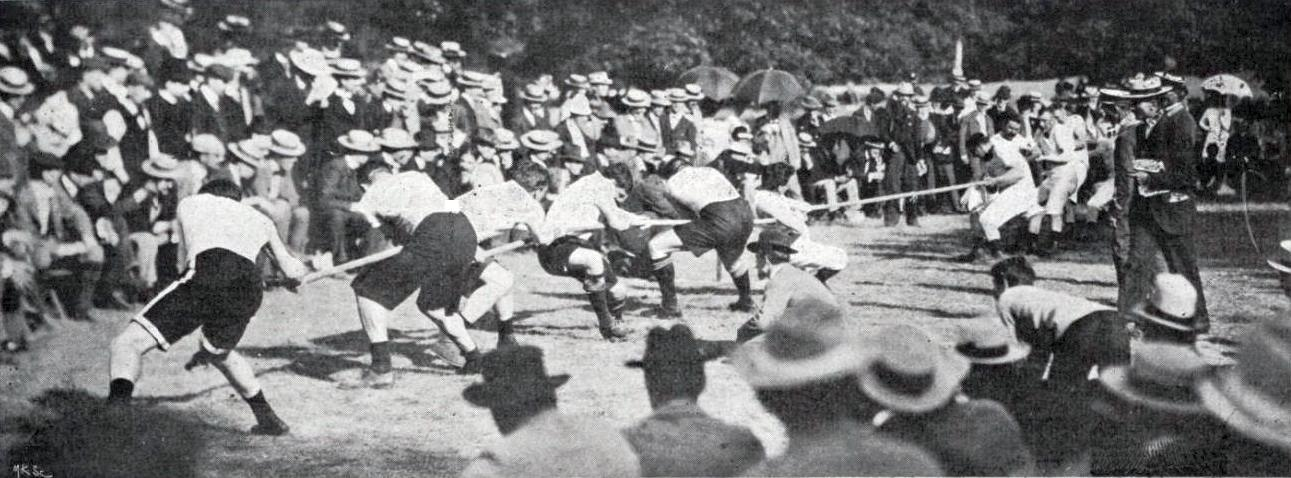
Tir à la corde aux Jeux Olympiques d'été de 1900, les Scandinaves (équipe mixte, culottes noires) battent les Français.

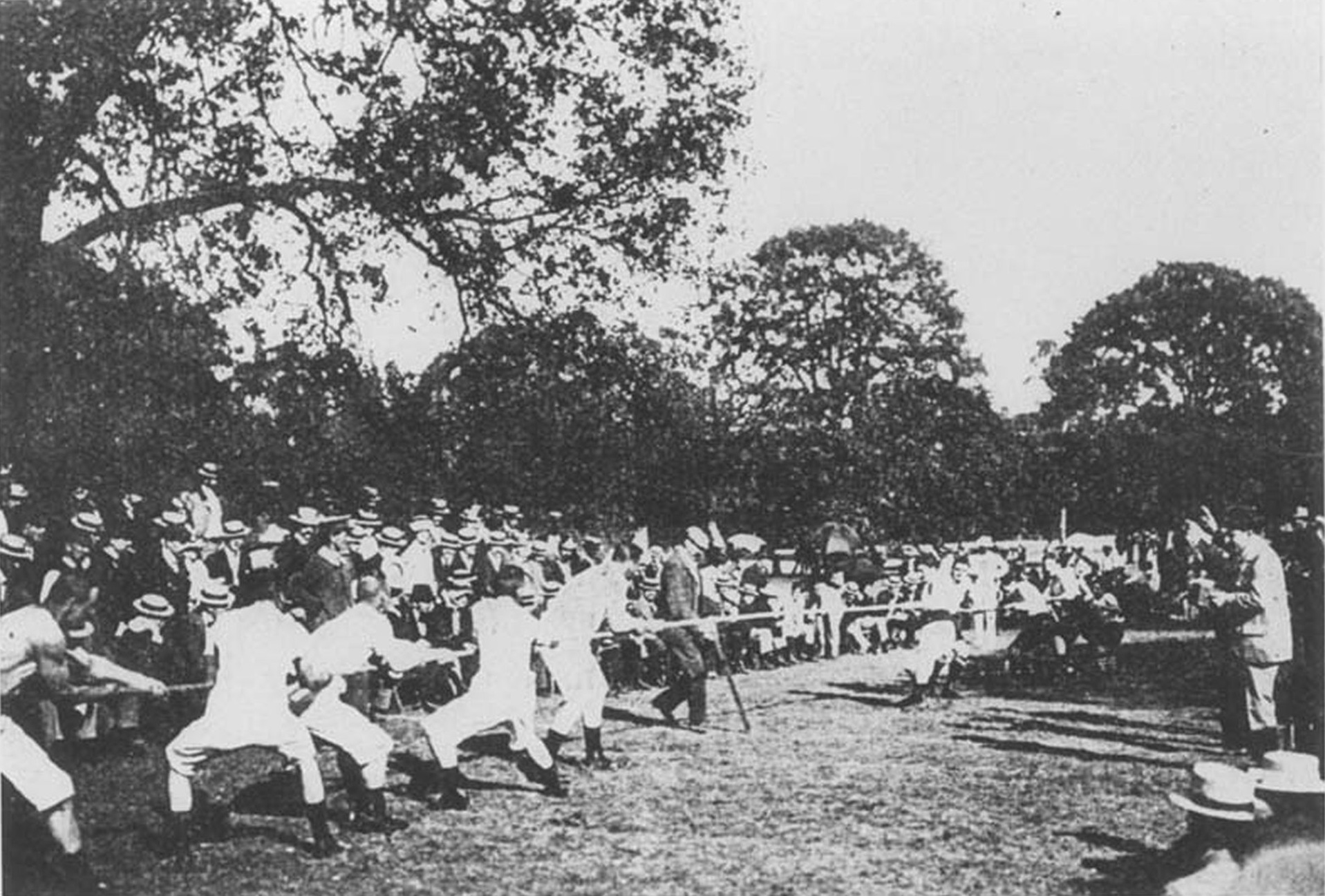
1900: les mêmes deux équipes, vues de l'axe opposé (les américains ne disputent finalement pas l'épreuve).

Dans la Grèce antique, l'épreuve de tir à la corde faisait partie des Jeux olympiques. Les Jeux olympiques modernes le comptèrent comme épreuve officielle, sous le nom de lutte à la corde, dès leur deuxième olympiade à Paris en 1900 (ils ne figuraient pas à la première en 1896 à Athènes) jusqu'aux Jeux à Anvers en 1920,. Dans les premières olympiades, une nation pouvait engager plusieurs équipes issues de différents clubs sportifs.

## Palmarès
| Année | Or | Argent | Bronze |
| 1900  | Équipe mixte Edgar Aabye (DEN) August Nilsson (SWE) Eugen Schmidt (DEN) Gustaf Söderström (SWE) Karl Staaf (SWE) Charles Winckler (DEN)                                   | France Roger Basset Jean Collas Charles Gondouin Joseph Roffo Émile Sarrade Francisco Henríquez de Zubiría (COL)                                            | NC |
| 1904  | États-Unis Milwaukee Athletic Club Oscar Olson Sidney Johnson Henry Seiling Conrad Magnusson Patrick Flanagan                                                             | États-Unis St. Louis Southwest Turnverein 1 Max Braun William Seiling Orrin Upshaw Charles Rose August Rodenberg                                            | États-Unis St. Louis Southwest Turnverein 2 Charles Habercorn Frank Kugler Charles Thias Harry Jacobs Oscar Frihde                                      |
| 1908  | Royaume-Uni City of London Police William Hirons Frederick Goodfellow Edward Barrett John James Shepherd Frederick Humphreys Edwin Mills Albert Ireton Frederick Merriman | Royaume-Uni Liverpool Police Patrick Philbin James Clarke Thomas Butler Alexander Kidd George Smith Thomas Swindlehurst Daniel Lowey William Greggan        | Royaume-Uni Metropolitan Police Walter Tammas William Slade Alexander Munro Ernest Ebbage Thomas Homewood Walter Chaffe James Woodget Joseph Dowler     |
| 1912  | Suède Police de Stockholm Arvid Andersson Adolf Bergman Johan Edman Erik Algot Fredriksson Carl Jonsson Erik Larsson August Gustafsson Carl Lindström                     | Royaume-Uni City of London Police Alexander Munro John Sewell John James Shepherd Joseph Dowler Edwin Mills Frederick Humphreys Mathias Hynes Walter Chaffe | NC |
| 1920  | Royaume-Uni George Canning Frederick Holmes Edwin Mills John James Shepherd Harry Stiff John Sewell Frederick Humphreys Ernest Thorn                                      | Pays-Bas Willem van Rekum Marinus van Rekum Willem van Loon Henk Janssen Wilhelmus Bekkers Johannes Hengeveld Sijtse Jansma Antonius van Loon               | Belgique Édouard Bourguignon Alphonse Ducatillon Rémy Maertens Christin Piek Henri Pintens Charles Van den Broeck François Van Hoorenbeek Gustave Wuyts |

## Tableau des médailles

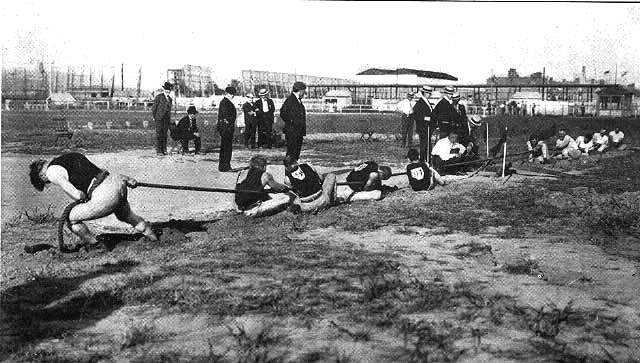
Tir à la corde aux Jeux Olympiques d'été de 1904

| Rang | Pays         | Médaille d'or | Médaille d'argent | Médaille de bronze | Total |
| 1    | Royaume-Uni  | 2             | 2                 | 1                  | 5     |
| 2    | États-Unis   | 1             | 1                 | 1                  | 3     |
| 3    | Suède        | 1             | 0                 | 0                  | 1     |
| 3    | Équipe mixte | 1             | 0                 | 0                  | 1     |
| 5    | France       | 0             | 1                 | 0                  | 1     |
| 5    | Pays-Bas     | 0             | 1                 | 0                  | 1     |
| 7    | Belgique     | 0             | 0                 | 1                  | 1     |